# 右尹黑
右尹黑（?—?），名黑，战国时期楚国人物，生活在楚宣王时代。
《六国表》作君尹黑，杨宽《战国史料编年辑证》里认为楚国没有君尹的官职，君尹黑当为右尹黑。前357年（周显王十二年、秦孝公五年、楚宣王十三年），右尹黑前往秦国迎接女子，這位女子後來嫁给楚宣王。